# Sant Pere de Tercui
Sant Pere de Tercui és l'església parroquial romànica del poble de Tercui. Sense que estigui desafectada, no s'hi celebra culte regularment, atesa la minsa quantitat d'habitants del lloc.
Aquesta església fou el centre d'una pabordia dependent de Sant Pere de Rodes, a l'Alt Empordà. La fundació de la pabordia data del 1061, i potser el primer establiment seu fou a la veïna església de Santa Maria de Tercui, però aviat passà a la de sant Pere. La pabordia tingué abat propi, i el càrrec de paborde passà al rector de la parròquia en extingir-se el monestir.
-
És un edifici romànic molt modificat, amb la nau i l'absis sobrealçats. La porta té una arquivolta damunt de l'àbac. D'una sola nau, coberta amb una volta de canó feta de rajol i amb llunetes, té tres arcs torals al llarg de la nau. Aquesta volta de rajol pertany a època barroca, i degué substituir la primitiva romànica en refer-se l'església. L'absis semicircular s'obre a llevant mitjançant un arc presbiteral estret.
La porta s'obre al nord, cosa poc habitual en una església romànica, i s'obre de cara al poble. Forma un arc de mig punt amb dovelles emmarcada en un arc en degradació i una motllura bisellada senzilla que ressegueix l'arc.
A l'absis hi ha una decoració feta amb boles a l'interior de la finestra de doble esqueixada que s'obre al centre.
Encastades a l'església hi ha diverses edificacions per la part de ponent, que corresponen a l'antic poble de Tercui. Entre elles es pot veure el que queda de l'antiga porta de l'església, més tard anul·lada.
És una obra de finals del segle x o principis del xii en els seus elements més antics, i ja plenament del xii en les que són de la primera reforma que sofrí.